# Pedro Jimeno
Pedro Jimeno [también citado como Gimeno] (Onda, Castellón, c. 1515 - Alcalá de Henares, c. 1551) fue un anatomista, médico, catedrático universitario y humanista español.

## Biografía
Obtuvo el grado de bachiller en Artes en 1536 en Valencia. En los años 1540 se le encuentra estudiando en la Universidad de Valencia, donde se mantenía una cátedra de anatomía y simples desde 1499, que todavía se regía por los cánones de Galeno, si bien, aunque de manera tímida, las tesis de Vesalio ya estaban presentes en la universidad valenciana en la figura de Miguel Jerónimo Ledesma. Terminada su formación en Valencia, Jimeno fue alumno de Jacobo Silvio en París, y en Padua de Vesalio, que pocos años antes había publicado su obra central, De humani corporis fabrica, que se considera el primer estudio en profundidad de la anatomía humana, un paso que fue clave en la medicina del Renacimiento. Regresó de Italia a Valencia en 1547 y ocupó la cátedra de anatomía durante dos años. Con la ayuda de su mentor, Pedro Lozano, comenzó por adaptar la Universidad a lo aprendido en Padua, desterrando las explicaciones farragosas por clases de anatomía donde los alumnos y el profesor asistían a la disección del cuerpo, y en el aula estaba presente, por vez primera, un esqueleto humano completo. 
Entre 1547 y 1549 ocupó en Valencia las cátedras de Anatomía y Simple y de Práctica, colocando a su universidad entre las pioneras en Anatomía de Europa. Al final de este periodo, publicó su obra Dialogus de re medica (Valencia, Juan Mey, 1549), primer libro posterior a De humani corporis fabrica, donde realizó una detallada exposición de la anatomía humana en forma de diálogo entre un ciudadano, (Gaspar) y un médico (Andrés), a la forma en que se expresaba también otro humanista al que Jimeno admiraba, Luis Vives. Esta obra fue fundamental a partir de entonces en los estudios anatómicos en España. El libro contiene un curioso epigrama del propio autor sobre las cuatro imágenes del médico para el paciente en cada momento del tratamiento.
Al final de 1549, Pedro Jimeno, que había alcanzado gran relevancia académica, dejó Valencia por la Universidad de Alcalá donde se acababa de crear la cátedra de anatomía. Allí influyó de manera notable en la medicina castellana a través de Francisco Vallés y Francisco Díaz de Alcalá. Vallés fue continuador de la obra de Jimeno, tanto en lo académico como en la publicación de nuevos manuales detallados de anatomía. Padre de la llamada Escuela de anatomía valenciana, Jimeno falleció en Alcalá en los años 1550, no sin antes haber descubierto el estribo.